# Заходякин, Глеб Николаевич
Глеб Николаевич Заходякин (7 июля 1912, Варшава — 6 марта 1982, Москва) — советский шахматный композитор. Техник-связист. С 1929 года опубликовал свыше 120 композиций (преимущественно этюды и задачи-миниатюры), 25 из которых отмечены на конкурсах в том числе 8 — первыми призами. Участник личных чемпионатов СССР и множества конкурсов. Обладал своеобразным стилем: искал оригинальные идеи и комбинационные эффекты в простых позициях. Его композиции отличаются близостью к практической партии. Ряд этюдов Заходякина способствовал развитию теории эндшпиля. Любимый жанр — миниатюра.

## Этюды
|   | a | b | c | d | e | f | g | h |   |
| - | --- | --- | --- | --- | --- | --- | --- | --- | - |
| 8 | e7 белый слон · f7 чёрный король · a5 чёрная пешка · b5 белый король · h5 белая ладья · a2 чёрная пешка · e2 чёрный конь · g2 белая пешка | e7 белый слон · f7 чёрный король · a5 чёрная пешка · b5 белый король · h5 белая ладья · a2 чёрная пешка · e2 чёрный конь · g2 белая пешка | e7 белый слон · f7 чёрный король · a5 чёрная пешка · b5 белый король · h5 белая ладья · a2 чёрная пешка · e2 чёрный конь · g2 белая пешка | e7 белый слон · f7 чёрный король · a5 чёрная пешка · b5 белый король · h5 белая ладья · a2 чёрная пешка · e2 чёрный конь · g2 белая пешка | e7 белый слон · f7 чёрный король · a5 чёрная пешка · b5 белый король · h5 белая ладья · a2 чёрная пешка · e2 чёрный конь · g2 белая пешка | e7 белый слон · f7 чёрный король · a5 чёрная пешка · b5 белый король · h5 белая ладья · a2 чёрная пешка · e2 чёрный конь · g2 белая пешка | e7 белый слон · f7 чёрный король · a5 чёрная пешка · b5 белый король · h5 белая ладья · a2 чёрная пешка · e2 чёрный конь · g2 белая пешка | e7 белый слон · f7 чёрный король · a5 чёрная пешка · b5 белый король · h5 белая ладья · a2 чёрная пешка · e2 чёрный конь · g2 белая пешка | 8 |
| 7 | e7 белый слон · f7 чёрный король · a5 чёрная пешка · b5 белый король · h5 белая ладья · a2 чёрная пешка · e2 чёрный конь · g2 белая пешка | e7 белый слон · f7 чёрный король · a5 чёрная пешка · b5 белый король · h5 белая ладья · a2 чёрная пешка · e2 чёрный конь · g2 белая пешка | e7 белый слон · f7 чёрный король · a5 чёрная пешка · b5 белый король · h5 белая ладья · a2 чёрная пешка · e2 чёрный конь · g2 белая пешка | e7 белый слон · f7 чёрный король · a5 чёрная пешка · b5 белый король · h5 белая ладья · a2 чёрная пешка · e2 чёрный конь · g2 белая пешка | e7 белый слон · f7 чёрный король · a5 чёрная пешка · b5 белый король · h5 белая ладья · a2 чёрная пешка · e2 чёрный конь · g2 белая пешка | e7 белый слон · f7 чёрный король · a5 чёрная пешка · b5 белый король · h5 белая ладья · a2 чёрная пешка · e2 чёрный конь · g2 белая пешка | e7 белый слон · f7 чёрный король · a5 чёрная пешка · b5 белый король · h5 белая ладья · a2 чёрная пешка · e2 чёрный конь · g2 белая пешка | e7 белый слон · f7 чёрный король · a5 чёрная пешка · b5 белый король · h5 белая ладья · a2 чёрная пешка · e2 чёрный конь · g2 белая пешка | 7 |
| 6 | e7 белый слон · f7 чёрный король · a5 чёрная пешка · b5 белый король · h5 белая ладья · a2 чёрная пешка · e2 чёрный конь · g2 белая пешка | e7 белый слон · f7 чёрный король · a5 чёрная пешка · b5 белый король · h5 белая ладья · a2 чёрная пешка · e2 чёрный конь · g2 белая пешка | e7 белый слон · f7 чёрный король · a5 чёрная пешка · b5 белый король · h5 белая ладья · a2 чёрная пешка · e2 чёрный конь · g2 белая пешка | e7 белый слон · f7 чёрный король · a5 чёрная пешка · b5 белый король · h5 белая ладья · a2 чёрная пешка · e2 чёрный конь · g2 белая пешка | e7 белый слон · f7 чёрный король · a5 чёрная пешка · b5 белый король · h5 белая ладья · a2 чёрная пешка · e2 чёрный конь · g2 белая пешка | e7 белый слон · f7 чёрный король · a5 чёрная пешка · b5 белый король · h5 белая ладья · a2 чёрная пешка · e2 чёрный конь · g2 белая пешка | e7 белый слон · f7 чёрный король · a5 чёрная пешка · b5 белый король · h5 белая ладья · a2 чёрная пешка · e2 чёрный конь · g2 белая пешка | e7 белый слон · f7 чёрный король · a5 чёрная пешка · b5 белый король · h5 белая ладья · a2 чёрная пешка · e2 чёрный конь · g2 белая пешка | 6 |
| 5 | e7 белый слон · f7 чёрный король · a5 чёрная пешка · b5 белый король · h5 белая ладья · a2 чёрная пешка · e2 чёрный конь · g2 белая пешка | e7 белый слон · f7 чёрный король · a5 чёрная пешка · b5 белый король · h5 белая ладья · a2 чёрная пешка · e2 чёрный конь · g2 белая пешка | e7 белый слон · f7 чёрный король · a5 чёрная пешка · b5 белый король · h5 белая ладья · a2 чёрная пешка · e2 чёрный конь · g2 белая пешка | e7 белый слон · f7 чёрный король · a5 чёрная пешка · b5 белый король · h5 белая ладья · a2 чёрная пешка · e2 чёрный конь · g2 белая пешка | e7 белый слон · f7 чёрный король · a5 чёрная пешка · b5 белый король · h5 белая ладья · a2 чёрная пешка · e2 чёрный конь · g2 белая пешка | e7 белый слон · f7 чёрный король · a5 чёрная пешка · b5 белый король · h5 белая ладья · a2 чёрная пешка · e2 чёрный конь · g2 белая пешка | e7 белый слон · f7 чёрный король · a5 чёрная пешка · b5 белый король · h5 белая ладья · a2 чёрная пешка · e2 чёрный конь · g2 белая пешка | e7 белый слон · f7 чёрный король · a5 чёрная пешка · b5 белый король · h5 белая ладья · a2 чёрная пешка · e2 чёрный конь · g2 белая пешка | 5 |
| 4 | e7 белый слон · f7 чёрный король · a5 чёрная пешка · b5 белый король · h5 белая ладья · a2 чёрная пешка · e2 чёрный конь · g2 белая пешка | e7 белый слон · f7 чёрный король · a5 чёрная пешка · b5 белый король · h5 белая ладья · a2 чёрная пешка · e2 чёрный конь · g2 белая пешка | e7 белый слон · f7 чёрный король · a5 чёрная пешка · b5 белый король · h5 белая ладья · a2 чёрная пешка · e2 чёрный конь · g2 белая пешка | e7 белый слон · f7 чёрный король · a5 чёрная пешка · b5 белый король · h5 белая ладья · a2 чёрная пешка · e2 чёрный конь · g2 белая пешка | e7 белый слон · f7 чёрный король · a5 чёрная пешка · b5 белый король · h5 белая ладья · a2 чёрная пешка · e2 чёрный конь · g2 белая пешка | e7 белый слон · f7 чёрный король · a5 чёрная пешка · b5 белый король · h5 белая ладья · a2 чёрная пешка · e2 чёрный конь · g2 белая пешка | e7 белый слон · f7 чёрный король · a5 чёрная пешка · b5 белый король · h5 белая ладья · a2 чёрная пешка · e2 чёрный конь · g2 белая пешка | e7 белый слон · f7 чёрный король · a5 чёрная пешка · b5 белый король · h5 белая ладья · a2 чёрная пешка · e2 чёрный конь · g2 белая пешка | 4 |
| 3 | e7 белый слон · f7 чёрный король · a5 чёрная пешка · b5 белый король · h5 белая ладья · a2 чёрная пешка · e2 чёрный конь · g2 белая пешка | e7 белый слон · f7 чёрный король · a5 чёрная пешка · b5 белый король · h5 белая ладья · a2 чёрная пешка · e2 чёрный конь · g2 белая пешка | e7 белый слон · f7 чёрный король · a5 чёрная пешка · b5 белый король · h5 белая ладья · a2 чёрная пешка · e2 чёрный конь · g2 белая пешка | e7 белый слон · f7 чёрный король · a5 чёрная пешка · b5 белый король · h5 белая ладья · a2 чёрная пешка · e2 чёрный конь · g2 белая пешка | e7 белый слон · f7 чёрный король · a5 чёрная пешка · b5 белый король · h5 белая ладья · a2 чёрная пешка · e2 чёрный конь · g2 белая пешка | e7 белый слон · f7 чёрный король · a5 чёрная пешка · b5 белый король · h5 белая ладья · a2 чёрная пешка · e2 чёрный конь · g2 белая пешка | e7 белый слон · f7 чёрный король · a5 чёрная пешка · b5 белый король · h5 белая ладья · a2 чёрная пешка · e2 чёрный конь · g2 белая пешка | e7 белый слон · f7 чёрный король · a5 чёрная пешка · b5 белый король · h5 белая ладья · a2 чёрная пешка · e2 чёрный конь · g2 белая пешка | 3 |
| 2 | e7 белый слон · f7 чёрный король · a5 чёрная пешка · b5 белый король · h5 белая ладья · a2 чёрная пешка · e2 чёрный конь · g2 белая пешка | e7 белый слон · f7 чёрный король · a5 чёрная пешка · b5 белый король · h5 белая ладья · a2 чёрная пешка · e2 чёрный конь · g2 белая пешка | e7 белый слон · f7 чёрный король · a5 чёрная пешка · b5 белый король · h5 белая ладья · a2 чёрная пешка · e2 чёрный конь · g2 белая пешка | e7 белый слон · f7 чёрный король · a5 чёрная пешка · b5 белый король · h5 белая ладья · a2 чёрная пешка · e2 чёрный конь · g2 белая пешка | e7 белый слон · f7 чёрный король · a5 чёрная пешка · b5 белый король · h5 белая ладья · a2 чёрная пешка · e2 чёрный конь · g2 белая пешка | e7 белый слон · f7 чёрный король · a5 чёрная пешка · b5 белый король · h5 белая ладья · a2 чёрная пешка · e2 чёрный конь · g2 белая пешка | e7 белый слон · f7 чёрный король · a5 чёрная пешка · b5 белый король · h5 белая ладья · a2 чёрная пешка · e2 чёрный конь · g2 белая пешка | e7 белый слон · f7 чёрный король · a5 чёрная пешка · b5 белый король · h5 белая ладья · a2 чёрная пешка · e2 чёрный конь · g2 белая пешка | 2 |
| 1 | e7 белый слон · f7 чёрный король · a5 чёрная пешка · b5 белый король · h5 белая ладья · a2 чёрная пешка · e2 чёрный конь · g2 белая пешка | e7 белый слон · f7 чёрный король · a5 чёрная пешка · b5 белый король · h5 белая ладья · a2 чёрная пешка · e2 чёрный конь · g2 белая пешка | e7 белый слон · f7 чёрный король · a5 чёрная пешка · b5 белый король · h5 белая ладья · a2 чёрная пешка · e2 чёрный конь · g2 белая пешка | e7 белый слон · f7 чёрный король · a5 чёрная пешка · b5 белый король · h5 белая ладья · a2 чёрная пешка · e2 чёрный конь · g2 белая пешка | e7 белый слон · f7 чёрный король · a5 чёрная пешка · b5 белый король · h5 белая ладья · a2 чёрная пешка · e2 чёрный конь · g2 белая пешка | e7 белый слон · f7 чёрный король · a5 чёрная пешка · b5 белый король · h5 белая ладья · a2 чёрная пешка · e2 чёрный конь · g2 белая пешка | e7 белый слон · f7 чёрный король · a5 чёрная пешка · b5 белый король · h5 белая ладья · a2 чёрная пешка · e2 чёрный конь · g2 белая пешка | e7 белый слон · f7 чёрный король · a5 чёрная пешка · b5 белый король · h5 белая ладья · a2 чёрная пешка · e2 чёрный конь · g2 белая пешка | 1 |
|   | a | b | c | d | e | f | g | h |   |

|   | a | b | c | d | e | f | g | h |   |
| - | --- | --- | --- | --- | --- | --- | --- | --- | - |
| 8 | f8 белый слон · h8 чёрный король · h7 чёрная пешка · g6 белая пешка · e5 белый конь · f5 чёрный конь · g5 белая пешка · a2 белый король · f2 чёрная пешка | f8 белый слон · h8 чёрный король · h7 чёрная пешка · g6 белая пешка · e5 белый конь · f5 чёрный конь · g5 белая пешка · a2 белый король · f2 чёрная пешка | f8 белый слон · h8 чёрный король · h7 чёрная пешка · g6 белая пешка · e5 белый конь · f5 чёрный конь · g5 белая пешка · a2 белый король · f2 чёрная пешка | f8 белый слон · h8 чёрный король · h7 чёрная пешка · g6 белая пешка · e5 белый конь · f5 чёрный конь · g5 белая пешка · a2 белый король · f2 чёрная пешка | f8 белый слон · h8 чёрный король · h7 чёрная пешка · g6 белая пешка · e5 белый конь · f5 чёрный конь · g5 белая пешка · a2 белый король · f2 чёрная пешка | f8 белый слон · h8 чёрный король · h7 чёрная пешка · g6 белая пешка · e5 белый конь · f5 чёрный конь · g5 белая пешка · a2 белый король · f2 чёрная пешка | f8 белый слон · h8 чёрный король · h7 чёрная пешка · g6 белая пешка · e5 белый конь · f5 чёрный конь · g5 белая пешка · a2 белый король · f2 чёрная пешка | f8 белый слон · h8 чёрный король · h7 чёрная пешка · g6 белая пешка · e5 белый конь · f5 чёрный конь · g5 белая пешка · a2 белый король · f2 чёрная пешка | 8 |
| 7 | f8 белый слон · h8 чёрный король · h7 чёрная пешка · g6 белая пешка · e5 белый конь · f5 чёрный конь · g5 белая пешка · a2 белый король · f2 чёрная пешка | f8 белый слон · h8 чёрный король · h7 чёрная пешка · g6 белая пешка · e5 белый конь · f5 чёрный конь · g5 белая пешка · a2 белый король · f2 чёрная пешка | f8 белый слон · h8 чёрный король · h7 чёрная пешка · g6 белая пешка · e5 белый конь · f5 чёрный конь · g5 белая пешка · a2 белый король · f2 чёрная пешка | f8 белый слон · h8 чёрный король · h7 чёрная пешка · g6 белая пешка · e5 белый конь · f5 чёрный конь · g5 белая пешка · a2 белый король · f2 чёрная пешка | f8 белый слон · h8 чёрный король · h7 чёрная пешка · g6 белая пешка · e5 белый конь · f5 чёрный конь · g5 белая пешка · a2 белый король · f2 чёрная пешка | f8 белый слон · h8 чёрный король · h7 чёрная пешка · g6 белая пешка · e5 белый конь · f5 чёрный конь · g5 белая пешка · a2 белый король · f2 чёрная пешка | f8 белый слон · h8 чёрный король · h7 чёрная пешка · g6 белая пешка · e5 белый конь · f5 чёрный конь · g5 белая пешка · a2 белый король · f2 чёрная пешка | f8 белый слон · h8 чёрный король · h7 чёрная пешка · g6 белая пешка · e5 белый конь · f5 чёрный конь · g5 белая пешка · a2 белый король · f2 чёрная пешка | 7 |
| 6 | f8 белый слон · h8 чёрный король · h7 чёрная пешка · g6 белая пешка · e5 белый конь · f5 чёрный конь · g5 белая пешка · a2 белый король · f2 чёрная пешка | f8 белый слон · h8 чёрный король · h7 чёрная пешка · g6 белая пешка · e5 белый конь · f5 чёрный конь · g5 белая пешка · a2 белый король · f2 чёрная пешка | f8 белый слон · h8 чёрный король · h7 чёрная пешка · g6 белая пешка · e5 белый конь · f5 чёрный конь · g5 белая пешка · a2 белый король · f2 чёрная пешка | f8 белый слон · h8 чёрный король · h7 чёрная пешка · g6 белая пешка · e5 белый конь · f5 чёрный конь · g5 белая пешка · a2 белый король · f2 чёрная пешка | f8 белый слон · h8 чёрный король · h7 чёрная пешка · g6 белая пешка · e5 белый конь · f5 чёрный конь · g5 белая пешка · a2 белый король · f2 чёрная пешка | f8 белый слон · h8 чёрный король · h7 чёрная пешка · g6 белая пешка · e5 белый конь · f5 чёрный конь · g5 белая пешка · a2 белый король · f2 чёрная пешка | f8 белый слон · h8 чёрный король · h7 чёрная пешка · g6 белая пешка · e5 белый конь · f5 чёрный конь · g5 белая пешка · a2 белый король · f2 чёрная пешка | f8 белый слон · h8 чёрный король · h7 чёрная пешка · g6 белая пешка · e5 белый конь · f5 чёрный конь · g5 белая пешка · a2 белый король · f2 чёрная пешка | 6 |
| 5 | f8 белый слон · h8 чёрный король · h7 чёрная пешка · g6 белая пешка · e5 белый конь · f5 чёрный конь · g5 белая пешка · a2 белый король · f2 чёрная пешка | f8 белый слон · h8 чёрный король · h7 чёрная пешка · g6 белая пешка · e5 белый конь · f5 чёрный конь · g5 белая пешка · a2 белый король · f2 чёрная пешка | f8 белый слон · h8 чёрный король · h7 чёрная пешка · g6 белая пешка · e5 белый конь · f5 чёрный конь · g5 белая пешка · a2 белый король · f2 чёрная пешка | f8 белый слон · h8 чёрный король · h7 чёрная пешка · g6 белая пешка · e5 белый конь · f5 чёрный конь · g5 белая пешка · a2 белый король · f2 чёрная пешка | f8 белый слон · h8 чёрный король · h7 чёрная пешка · g6 белая пешка · e5 белый конь · f5 чёрный конь · g5 белая пешка · a2 белый король · f2 чёрная пешка | f8 белый слон · h8 чёрный король · h7 чёрная пешка · g6 белая пешка · e5 белый конь · f5 чёрный конь · g5 белая пешка · a2 белый король · f2 чёрная пешка | f8 белый слон · h8 чёрный король · h7 чёрная пешка · g6 белая пешка · e5 белый конь · f5 чёрный конь · g5 белая пешка · a2 белый король · f2 чёрная пешка | f8 белый слон · h8 чёрный король · h7 чёрная пешка · g6 белая пешка · e5 белый конь · f5 чёрный конь · g5 белая пешка · a2 белый король · f2 чёрная пешка | 5 |
| 4 | f8 белый слон · h8 чёрный король · h7 чёрная пешка · g6 белая пешка · e5 белый конь · f5 чёрный конь · g5 белая пешка · a2 белый король · f2 чёрная пешка | f8 белый слон · h8 чёрный король · h7 чёрная пешка · g6 белая пешка · e5 белый конь · f5 чёрный конь · g5 белая пешка · a2 белый король · f2 чёрная пешка | f8 белый слон · h8 чёрный король · h7 чёрная пешка · g6 белая пешка · e5 белый конь · f5 чёрный конь · g5 белая пешка · a2 белый король · f2 чёрная пешка | f8 белый слон · h8 чёрный король · h7 чёрная пешка · g6 белая пешка · e5 белый конь · f5 чёрный конь · g5 белая пешка · a2 белый король · f2 чёрная пешка | f8 белый слон · h8 чёрный король · h7 чёрная пешка · g6 белая пешка · e5 белый конь · f5 чёрный конь · g5 белая пешка · a2 белый король · f2 чёрная пешка | f8 белый слон · h8 чёрный король · h7 чёрная пешка · g6 белая пешка · e5 белый конь · f5 чёрный конь · g5 белая пешка · a2 белый король · f2 чёрная пешка | f8 белый слон · h8 чёрный король · h7 чёрная пешка · g6 белая пешка · e5 белый конь · f5 чёрный конь · g5 белая пешка · a2 белый король · f2 чёрная пешка | f8 белый слон · h8 чёрный король · h7 чёрная пешка · g6 белая пешка · e5 белый конь · f5 чёрный конь · g5 белая пешка · a2 белый король · f2 чёрная пешка | 4 |
| 3 | f8 белый слон · h8 чёрный король · h7 чёрная пешка · g6 белая пешка · e5 белый конь · f5 чёрный конь · g5 белая пешка · a2 белый король · f2 чёрная пешка | f8 белый слон · h8 чёрный король · h7 чёрная пешка · g6 белая пешка · e5 белый конь · f5 чёрный конь · g5 белая пешка · a2 белый король · f2 чёрная пешка | f8 белый слон · h8 чёрный король · h7 чёрная пешка · g6 белая пешка · e5 белый конь · f5 чёрный конь · g5 белая пешка · a2 белый король · f2 чёрная пешка | f8 белый слон · h8 чёрный король · h7 чёрная пешка · g6 белая пешка · e5 белый конь · f5 чёрный конь · g5 белая пешка · a2 белый король · f2 чёрная пешка | f8 белый слон · h8 чёрный король · h7 чёрная пешка · g6 белая пешка · e5 белый конь · f5 чёрный конь · g5 белая пешка · a2 белый король · f2 чёрная пешка | f8 белый слон · h8 чёрный король · h7 чёрная пешка · g6 белая пешка · e5 белый конь · f5 чёрный конь · g5 белая пешка · a2 белый король · f2 чёрная пешка | f8 белый слон · h8 чёрный король · h7 чёрная пешка · g6 белая пешка · e5 белый конь · f5 чёрный конь · g5 белая пешка · a2 белый король · f2 чёрная пешка | f8 белый слон · h8 чёрный король · h7 чёрная пешка · g6 белая пешка · e5 белый конь · f5 чёрный конь · g5 белая пешка · a2 белый король · f2 чёрная пешка | 3 |
| 2 | f8 белый слон · h8 чёрный король · h7 чёрная пешка · g6 белая пешка · e5 белый конь · f5 чёрный конь · g5 белая пешка · a2 белый король · f2 чёрная пешка | f8 белый слон · h8 чёрный король · h7 чёрная пешка · g6 белая пешка · e5 белый конь · f5 чёрный конь · g5 белая пешка · a2 белый король · f2 чёрная пешка | f8 белый слон · h8 чёрный король · h7 чёрная пешка · g6 белая пешка · e5 белый конь · f5 чёрный конь · g5 белая пешка · a2 белый король · f2 чёрная пешка | f8 белый слон · h8 чёрный король · h7 чёрная пешка · g6 белая пешка · e5 белый конь · f5 чёрный конь · g5 белая пешка · a2 белый король · f2 чёрная пешка | f8 белый слон · h8 чёрный король · h7 чёрная пешка · g6 белая пешка · e5 белый конь · f5 чёрный конь · g5 белая пешка · a2 белый король · f2 чёрная пешка | f8 белый слон · h8 чёрный король · h7 чёрная пешка · g6 белая пешка · e5 белый конь · f5 чёрный конь · g5 белая пешка · a2 белый король · f2 чёрная пешка | f8 белый слон · h8 чёрный король · h7 чёрная пешка · g6 белая пешка · e5 белый конь · f5 чёрный конь · g5 белая пешка · a2 белый король · f2 чёрная пешка | f8 белый слон · h8 чёрный король · h7 чёрная пешка · g6 белая пешка · e5 белый конь · f5 чёрный конь · g5 белая пешка · a2 белый король · f2 чёрная пешка | 2 |
| 1 | f8 белый слон · h8 чёрный король · h7 чёрная пешка · g6 белая пешка · e5 белый конь · f5 чёрный конь · g5 белая пешка · a2 белый король · f2 чёрная пешка | f8 белый слон · h8 чёрный король · h7 чёрная пешка · g6 белая пешка · e5 белый конь · f5 чёрный конь · g5 белая пешка · a2 белый король · f2 чёрная пешка | f8 белый слон · h8 чёрный король · h7 чёрная пешка · g6 белая пешка · e5 белый конь · f5 чёрный конь · g5 белая пешка · a2 белый король · f2 чёрная пешка | f8 белый слон · h8 чёрный король · h7 чёрная пешка · g6 белая пешка · e5 белый конь · f5 чёрный конь · g5 белая пешка · a2 белый король · f2 чёрная пешка | f8 белый слон · h8 чёрный король · h7 чёрная пешка · g6 белая пешка · e5 белый конь · f5 чёрный конь · g5 белая пешка · a2 белый король · f2 чёрная пешка | f8 белый слон · h8 чёрный король · h7 чёрная пешка · g6 белая пешка · e5 белый конь · f5 чёрный конь · g5 белая пешка · a2 белый король · f2 чёрная пешка | f8 белый слон · h8 чёрный король · h7 чёрная пешка · g6 белая пешка · e5 белый конь · f5 чёрный конь · g5 белая пешка · a2 белый король · f2 чёрная пешка | f8 белый слон · h8 чёрный король · h7 чёрная пешка · g6 белая пешка · e5 белый конь · f5 чёрный конь · g5 белая пешка · a2 белый король · f2 чёрная пешка | 1 |
|   | a | b | c | d | e | f | g | h |   |